# Péntek 13 (film, 1935)
A Péntek 13 (eredeti cím: Brewster’s Millions) 1935-ben bemutatott fekete-fehér angol zenés filmvígjáték, rendezője Thornton Freeland. Magyarországon 1939. augusztus 1-jén  mutatták be.
George Barr McCutcheon amerikai író, színműíró azonos című regényét (1902) korábban és később is többször megfilmesítették. Ez a verzió volt az első a hangosfilmek sorában.

## Cselekmény
Jack Brewster, a szegény londoni fiatalember óriási összeget örököl. Az elhunyt kanadai nagybácsi végrendeletének azonban van egy kikötése: az örökségből hat hónap alatt az utolsó centig el kell költenie negyedmilliót, de nem pocsékolhatja el, nem költheti nőkre. Jack vállalja a kihívást. Spekulációkba kezd, revüt finanszíroz, a legrosszabb részvényeket vásárolja fel a tőzsdén, rulettezik – de képtelen veszíteni. Korzikán látványos fiestát rendez, és ezzel megmenti a polgármester életét. Bármibe fog, sikerül, a pénze egyre gyarapszik, majd egyszerre minden visszájára fordul: becsapják, meglopják, és egy fillér nélkül marad. Így már hozzájuthatna a teljes örökséghez, ha egy váratlanul kapott ötfontos bankjegy nem akadályozná ebben. Végül egy utcai koldus majma megszabadítja tőle. Az örökségből sokszoros milliomossá lett Jack Brewster feleségül veszi a szeretett leányt.

## Szereplők
- Jack Buchanan – Jack Brewster
- Lili Damita – Rosalie
- Nancy O'Neil – Cynthia
- Sydney Fairbrother – Miss Plimsole
- Ian Maclean – McLeod
- Fred Emney – Freddy
- Allan Aynesworth – Rawles
- Laurence Hanray – Grant
- Dennis Hoey – Mario
- Henry Wenman – Pedro
- Amy Veness – Mrs Barry
- Jean Gillie – Miss Tompkins

## Kapcsolódó filmek
- Szórd a pénzt és fuss!, az alapsztori 1985-ös feldolgozása